# Мэтлок, Джек
Дже́к Мэ́тлок (англ. Jack Foust Matlock Jr.; род. 1 октября 1929, Гринсборо, Северная Каролина) — американский отставной дипломат, на дипломатической службе провёл 35 лет (1956—1991); в 1981—1983 годах посол в Чехословакии, посол США в СССР в 1987—1991 годах. Доктор философии, профессор, член Американского философского общества (1998).

## Биография

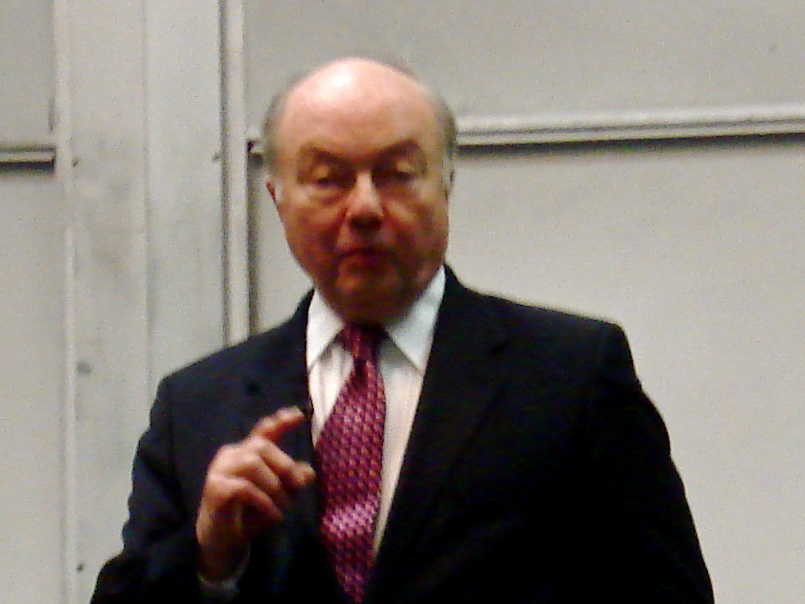
2007 г.

В 1946 году окончил школу. В 1949 женился на Ребекке Беррем (в замужестве Мэтлок). Окончил Университет Дьюка в 1950 году с отличием summa cum laude, с 1948 года там посещал курс русского языка. Степень магистра искусств получил в Колумбийском университете в 1952 году, тема диплома — «Функционирование „руководящих органов“ Союза писателей СССР». В 1953—1956 годах преподавал русский язык и литературу в Дартмутском колледже.
Поступил на дипломатическую службу в 1956 году. Работал в дипмиссиях США в Вене, Гармиш-Партенкирхене (здесь закончил Русский Институт армии США), Аккре, Дар-эс-Саламе и на Занзибаре. В 1971—1974 годах директор по советским делам госдепартамента США. В 1979—1980 годах замдиректора Института зарубежной службы. Затем работал в аппарате Совета национальной безопасности.
В 1981—1983 годах посол США в Чехословакии. Затем в течение трёх лет при Рональде Рейгане работал специальным помощником президента и старшим директором по делам Европы и СССР в Совете национальной безопасности США.

### Работа в СССР
В 1987—1991 годах посол США в СССР. До этого работал в СССР в 1961—1963 годах вице-консулом и третьим секретарём, в 1974—1978 годах советник-посланник и заместитель главы миссии, в 1981 году являлся временным поверенным в делах. По свидетельству супруги, своё назначение послом в СССР считал вершиной своей карьеры дипломата. Участник важнейших советско-американских встреч на высшем уровне тех лет, а также свидетель многих исторических событий в СССР на пороге его распада.
Летом 1986 года Мэтлок выступил на встрече общественников СССР и США в Юрмале, оказавшей большое влияние на развитие советско-американских отношений.
В период президентства Дж. Буша (с 20 января 1989 года) Мэтлок вошёл в группу скептиков в администрации США, которые считали, что поддерживать М. С. Горбачёва не нужно. В трёх телеграммах в феврале 1989 года посол подчёркивал, что главной задачей США становится помощь реформам, а не лично генсеку КПСС, с целью эффективно ограничить использование военной силы СССР за границей. Его поддерживали советник президента по СССР и Восточной Европе К. Райс, настаивавшая на жёсткой линии в отношении СССР без оглядки на личность. Старший политический аналитик Бюро анализа событий в СССР ЦРУ Грей Ходнетт характеризовал политику М. С. Горбачева как авантюрную и рискованную и был пессимистичен в отношении его перспектив. Этой группе оппонировал госсекретарь США Дж. Бейкер, считавший М. С. Горбачёва политиком, выгодным для Запада, идущим на уступки, с которым нужно расширять контакты для того, чтобы добиться своих целей. Так сформировалась политика Буша по отношению к СССР, в рамках которой он поддерживал перестройку, однако воздерживался от ликования по поводу победы Запада над Востоком и «не прыгал на Берлинской стене».
В июне 1991 года Мэтлок предупреждал Горбачёва о зреющем против него заговоре, но не был услышан.

### Преподавательская и исследовательская деятельность
Оставил дипломатическую службу в 1991 году. Затем в течение пяти лет являлся профессором Колумбийского университета, после чего перешёл в Институт перспективных исследований в Принстоне, где в 1996—2001 годах являлся Кеннановским профессором. Написал несколько книг о советском режиме, последняя из них была опубликована в 2010 году.
Четырежды почётный доктор.
Со своей супругой Ребеккой имеет пятерых детей, внуков.